# Jeanne Filleul
Pour les articles homonymes, voir Filleul (homonymie).
Jeanne Filleul (vers 1426 - vers 1498) est une poétesse qui écrivait des rondeaux. Elle était aussi dame d'honneur de Marguerite d'Écosse. 
Il nous reste un de ces rondeaux, appelé parfois Bergerette